# Gyptidinae
Gyptidinae es una subtribu de plantas con flores perteneciente a la subfamilia Asteroideae dentro de la familia de las asteráceas.

## Taxonomía
Las plantas de esta subtribu son hierbas, subarbustos, matorrales y árboles pequeños. El ciclo de vida es perenne. Las hojas a lo largo del vástago están dispuestas de manera opuesta también en espiral; rara vez están presentes como rosetas basales (Bishopiella , Litothamnus y Bahianthus).
La inflorescencia es terminal y raramente ramificada, está formada por cabezas agrupadas de varias maneras. Las cabezas de las flores están formadas por un involucro formado por brácteas dispuestas subimbricadas rodeando el receptáculo que soporta flores tubulares. Dichas brácteas son persistentes. El receptáculo es poco convexo, cónico; también con o sin (dependiendo de la especie) lana para proteger la base de las flores; puede ser glabro o pubescente. Los frutos son aquenios con vilano. Los aquenios tienen 5 esquinas, raramente alados. El carpóforo visible, invisible o ausente.

## Distribución y hábitat
La gran mayoría de las especies están distribuidas en Brasil, especialmente en las áreas del noreste con un hábitat típico de las áreas subtropicales.

## Géneros
En la actualidad la subtribu Gyptidinae incluye 29 géneros y 140 especies. 
| Géneros           | N. especies                                         | Distribución                                      |                                                |
| ----------------- | --------------------------------------------------- | ------------------------------------------------- | ---------------------------------------------- |
| Gyptis Group      | Gyptis (Cass.) Cass., 1820                          | 7 spp.                                            | Argentina, Brasil, Paraguay y Uruguay          |
| Gyptis Group      | Barrosoa R.M. King & H. Rob., 1971                  | 9 spp.                                            | América del Sur                                |
| Gyptis Group      | Bejaranoa R.M. King & H. Rob., 1978                 | 2 spp.                                            | Bolivia, Brasil y Paraguay                     |
| Gyptis Group      | Campuloclinium DC., 1836                            | 14 spp.                                           | América Central y del Sur                      |
| Gyptis Group      | Conocliniopsis (DC.) R.M. King & H. Rob., 1972      | 1 sp. (C. prasiifolia (DC.) R.M. King & H. Rob.)  | Brasil, Colombia y Venezuela                   |
| Gyptis Group      | Conoclinium DC., 1836                               | 4 spp.                                            | México e USA                                   |
| Gyptis Group      | Dasycondylus R.M. King & H. Rob., 1972              | 8 spp.                                            | Bolivia, Brasil y Perú                         |
| Gyptis Group      | Diacranthera R.M. King & H. Rob., 1972              | 2 spp.                                            | Brasil                                         |
| Gyptis Group      | Gyptidium R.M. King & H. Rob., 1972                 | 2 spp.                                            | Argentina y Brasil                             |
| Gyptis Group      | Lourteigia R.M. King & H. Rob., 1971                | cerca 11 spp.                                     | Colombia y Venezuela                           |
| Gyptis Group      | Macropodina R.M. King & H. Rob., 1972               | 3 spp.                                            | Brasil y Paraguay                              |
| Gyptis Group      | Neocuatrecasia R.M. King & H. Rob., 1972            | 12 spp.                                           | Bolivia y Perú                                 |
| Gyptis Group      | Platypodanthera R.M. King & H. Rob., 1970           | 1 sp. (P. melissifolia (DC.) R.M. King & H. Rob.) | Brasil                                         |
| Gyptis Group      | Prolobus R.M. King & H. Rob., 1982                  | 1 sp. (P. nitidulus (Baker) R.M. King & H. Rob.)  | Brasil                                         |
| Gyptis Group      | Tamaulipa R.M. King & H. Rob., 1971                 | 1 sp. (T. azurea (DC.) R.M. King & H. Rob.)       | México e USA                                   |
| Gyptis Group      | Trichogonia (DC.) Gardner, 1846                     | 30 spp.                                           | América del Sur                                |
| Gyptis Group      | Trichogoniopsis R.M. King & H. Rob., 1972           | 4 spp.                                            | Brasil                                         |
| Gyptis Group      | Urolepis (DC.) R.M. King & H. Rob., 1971            | 1 sp. (U. hecatantha (DC.) R.M. King & H. Rob.)   | Argentina, Bolivia, Brasil, Paraguay y Uruguay |
| Gyptis Group      | Vittetia R.M. King & H. Rob., 1974                  | 2 spp.                                            | Brasil                                         |
| Agrianthus Group  | Agrianthus Mattf., 1930                             | 2 spp.                                            | Brasil                                         |
| Agrianthus Group  | Arrojadocharis Mattf., 1930                         | 2 spp.                                            | Brasil                                         |
| Agrianthus Group  | Bahianthus R.M. King & H. Rob., 1972                | 1 sp. (B. viscosus (Spreng.) R.M. King & H. Rob.) | Brasil                                         |
| Agrianthus Group  | Bishopiella R.M. King & H. Rob., 1981               | 1 sp. (B. elegans R.M. King & H. Rob.)            | Brasil                                         |
| Agrianthus Group  | Catolesia D.J.N. Hind, 2000                         | 1 sp. (C. mentiens D.J.N. Hind )                  | Brasil                                         |
| Agrianthus Group  | Lasiolaena R.M. King & H. Rob., 1972                | 6 spp.                                            | Brasil                                         |
| Agrianthus Group  | Semiria D.J.N. Hind, 1999                           | 1 sp. (S. viscosa D.J.N. Hind )                   | Brasil                                         |
| Agrianthus Group  | Stylotrichium Mattf., 1923                          | 5 spp.                                            | Brasil                                         |
| Litothamnus Group | Litothamnus R.M. King & H. Rob., 1979               | 2 spp.                                            | Brasil                                         |
| Litothamnus Group | Morithamnus R.M. King, H. Rob. & G.M. Barroso, 1979 | 2 spp.                                            | Brasil                                         |

## Algunas especies

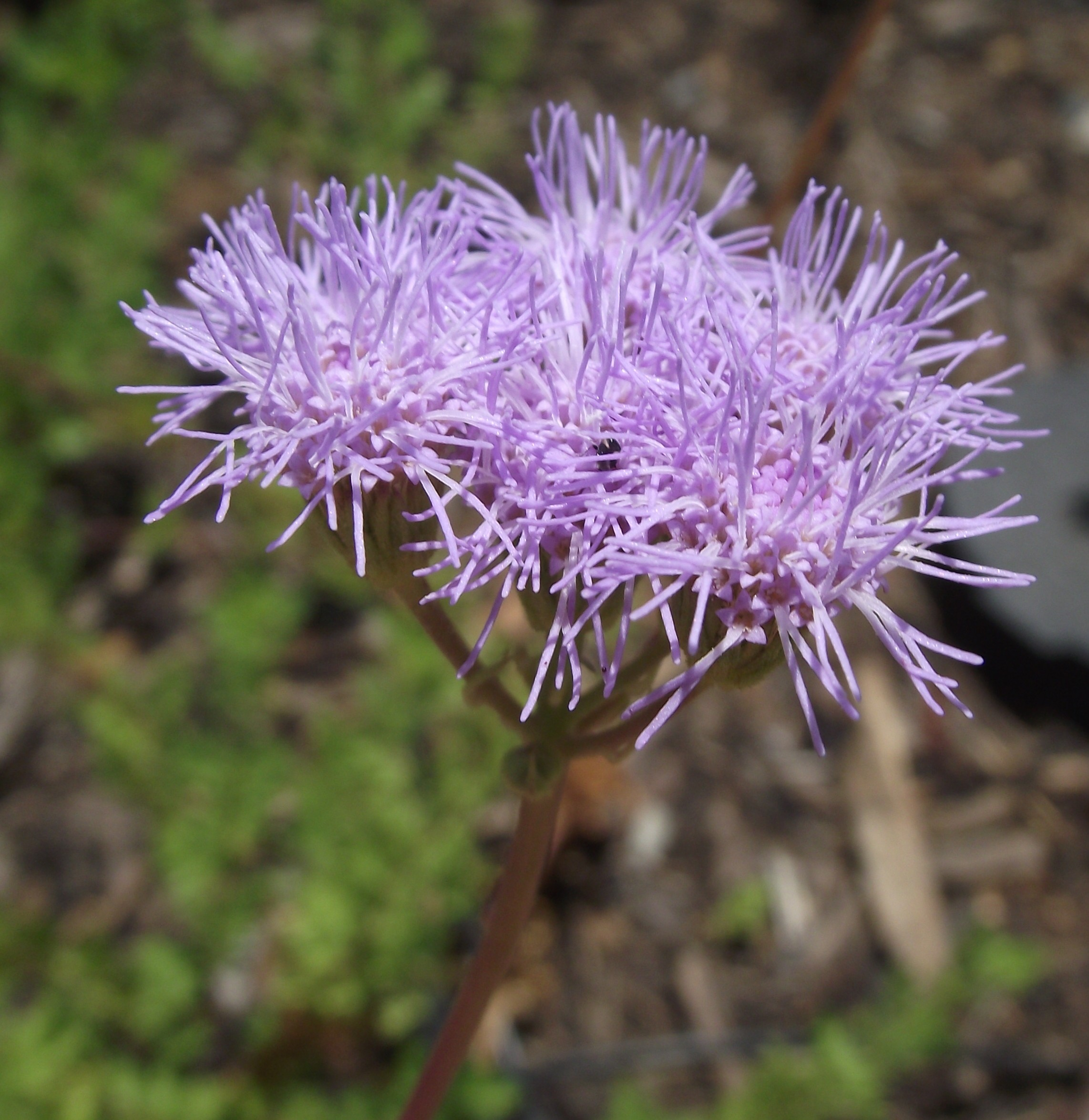
Conoclinium greggii
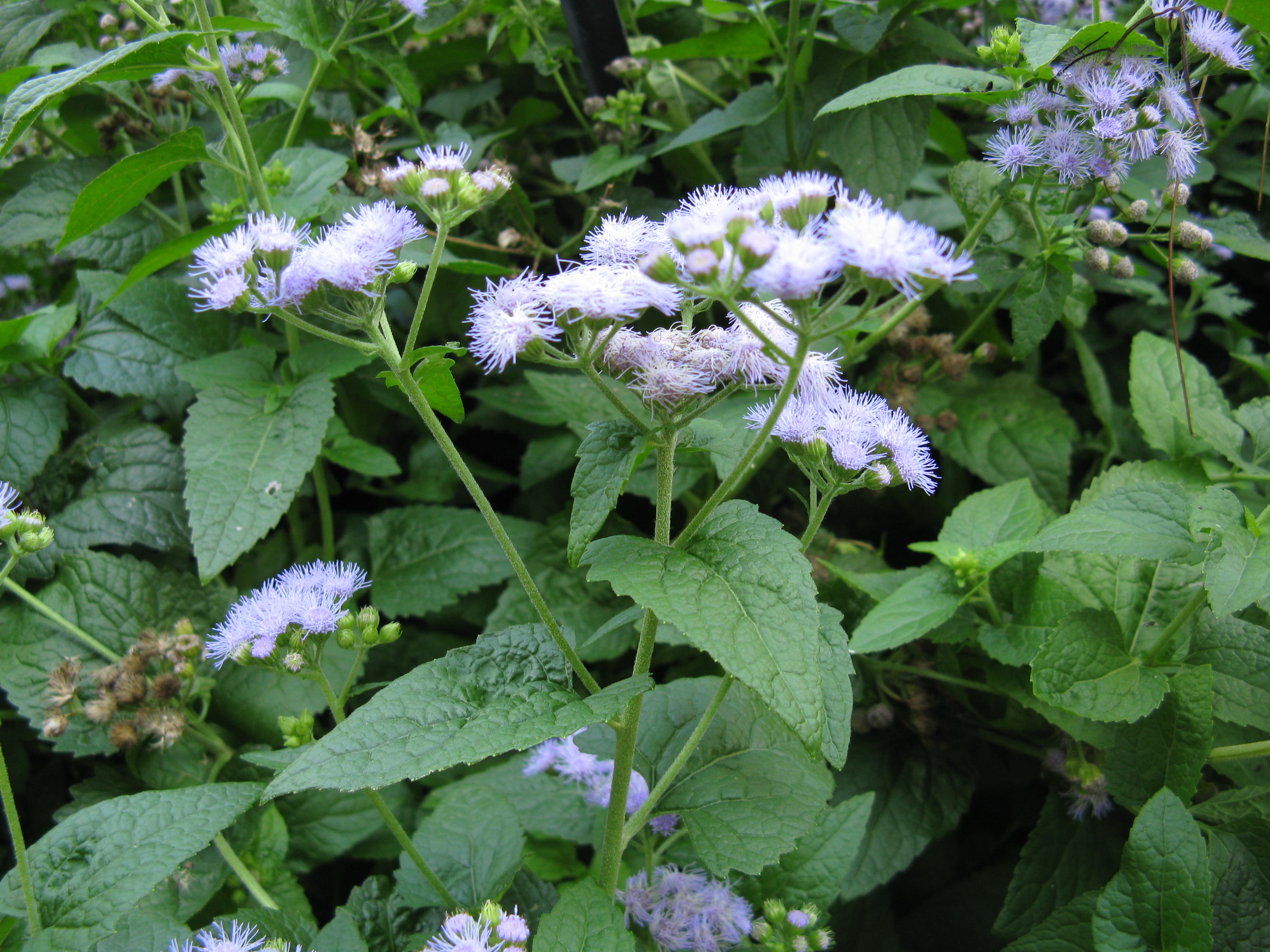
Conoclinium coelestinum